# Te Puke
Te Puke ist eine Stadt im Western Bay of Plenty District der Region Bay of Plenty auf der Nordinsel von Neuseeland.

## Namensherkunft
Der Name der Stadt bedeutet in der Sprache der Māori so viel wie „der Hügel“.

## Geographie
Die Stadt befindet sich rund 17 km südöstlich von Tauranga, rund 39 km nördlich von Rotorua und rund 61 km westnordwestlich von Whakatāne an den nördlichen Ausläufern einer sanft absteigenden Berglandschaft des Rotorua-Gebietes. Nördlich von Te Puke befindet sich eine rund 7 km breite zur Küste der Bay of Plenty reichende Ebene, die von zahlreichen Streams (Bäche) und Kanäle durchzogen ist. Naheliegende kleine Ort bzw. Siedlungen sind Papamoa, rund 6 km nordnordwestlich, Paengaroa, rund 8 km südostöstlich und Maketu, rund 12 km ostnordöstlich.

## Geschichte

### Siedlungsgeschichte
Den Überlieferung der Māori nach soll um das Jahr 1350 das Arawa Waka (Kanu) von Hawaiki kommend in Maketu an der Bay of Plenty gelandet sein. Die Mannschaft wurde von dem Häuptling Tamatekapua geführt, auf den auch viele der Ortsbezeichnungen in der Region zurückgehen. Die Māori siedelten entlang der Flüsse und errichteten dort zahlreiche befestigte Pās (Dörfer).
Der britische Seefahrer und Entdecker James Cook befuhr 1769 auf seiner ersten Reise als erster Europäer auch das Meeresgebiet zwischen Motiti Island und der Küste. Cook nannte das Gebiet der Bucht „Bay of Plenty“, da er fruchtbares Land und gute Besiedlung der Region vorfand. 1830 siedelte der dänische Seemann Philip Tapsell, auch als Hans Homman Felk bekannt, in Maketu und betätigte sich dort als Händler. Missionare der Church Missionary Society trafen kurz darauf ein und errichteten Missionsstationen in Te Papa (Tauranga) und Rotorua. Nachdem die Neuseelandkriege in den 1860er Jahren an Intensität nachließen, begann die europäische Besiedlung der Bay of Plenty.
1876 begann man mit der Vermessung des Landesblockes um das heutige Te Puke, die jedoch erst 1879 beendet werden konnte, da der Native Land Court zunächst Untersuchungen zu Besitzansprüchen der Māori an das Land abschließen musste. Der Landbedarf der Siedler in der Region um Tauranga nahm zu und 1877 wurde die Tauranga Working Men’s Land Association gegründet. 48 Mitglieder dieser Vereinigung brachten bei der Regierung einen Antrag auf 4000 Acre (16 Hektar) Land aus dem Block von Te Puke vor, das in Raten bezahlt werden sollte. Zur gleichen Zeit bewarb sich George Vesey Stewart bei der Regierung darum, Siedler von Großbritannien bei Te Puke anzusiedeln, wie er es bereits mit Erfolg in Katikati getan hatte. Die ersten Siedler kamen 1879 und weitere 1881.
Im Juli 1880 begann man den Bau einer Straße zwischen Tauranga und Te Puke über die Welcome Bay. Zuvor erfolgte der Zugang zu Te Puke entlang eines alten Pfades der Māori über die Papamoa Hills von Ngapeke nach Manoeka. Peter Grant wurde für den Ausbau 1879 vom Tauranga County Council unter Vertrag genommen, um diesen Pfad zu einem Saumpfad auszubauen.

### Wirtschaftliche Entwicklung
Ende 1881 besaß Te Puke 25 aus Holz errichtete Gebäude, darunter zwei Hotels, zwei Gebäude für Gemischtwarenläden, eins für einen Fleischer, eins für die Post und eines für den Schmied des Ortes. 1884 entstand eine Butterfabrikation. Man begann die Sümpfe nördlich der Stadt trockenzulegen und fand das Land geeignet für den Ackerbau. Besonders wurden Mais und Weizen angebaut. Später stellte am fest, dass ein großer Teil des Landes „bush sick“ war (eine Erscheinung, die auf den auf der Nordinsel verbreiteten Mangel an Eisen, Kobalt bzw. Zink zurückzuführen ist), dies konnte jedoch in den 1930er Jahren durch Kobaltgaben beseitigt werden.
Ab den 1870er Jahren wurde Flachs angebaut und war bis in die frühen 1940er Jahre ein wichtiger Wirtschaftszweig in der Region. Sägewerke wurden 1905 errichtet und haben noch heute wirtschaftliche Bedeutung. Im Jahre 1883 wurde auf den Papamoa Hills Golderz gefunden, was in den 1920er Jahren in einer Mine bei Muir’s Farm an der Road No. 4 abgebaut wurde. Zum Bau der Eisenbahn betrieb man einen großen Steinbruch in Te Puke, der vielen Arbeitern ein Einkommen sicherte. 1968 entstand ein Kühlhaus in Rangiuru und 1971 HortResearch an der Road No. 1.

### Entwicklung der Kommune
1883 wurde in Te Puke ein kombiniertes Missions- und Rathausgebäude gebaut. Dieses wurde für die Versammlungen der Stadt und als Kirche für drei der Kirchgemeinden des Ortes verwendet. Die erste Schule, Te Puke Primary, wurde 1883 eröffnet. Die Zeitung The Te Puke Times wurde erstmals 1912 gedruckt, die Feuerwehr entstand ein Jahr später. Ein Jockey-Club entstand 1890, eine Blaskapelle 1903, der Rugbyverein 1906, 1908 ein Bowlingclub und 1912 ein Golfclub. Die Bäume entlang der Mitte der Hauptstraße, die heute für das Bild der Stadt wichtig sind, wurden 1914 bis 1918 als Kriegerdenkmal für die Gefallenen gepflanzt. Eine Krankenstation entstand 1918 in der Boucher Avenue, alle schwereren Fälle mussten jedoch weiterhin mit der Bahn ins Krankenhaus nach Tauranga gebracht werden.

### Geschichte des Gartenbaus
Seit den 1880er Jahren wurde kommerziell Tabak angebaut, doch dies lief in den späten 1930ern langsam aus. Versuchspflanzungen von Hopfen, später auch Reis wurden angelegt. Man erprobte mit Erfolg den Weinbau, er konnte sich hier aber aus verschiedenen Gründen nicht etablieren. Die Siedler legten eigene Obstgärten an, wenn es die Finanzmittel erlaubten, und fanden heraus, dass besonders Kern- und Zitrusfrüchte gut wuchsen. Der erste kommerzielle Obstgarten in Te Puke wurde 1915 gepflanzt. Man baute Äpfel, Birnen, Zitronen und Grapefruit an. Nach dem Zweiten Weltkrieg siedelte das Rehabilitation Department zurückkehrende Soldaten an der Road No. 3 als Obstbauern an. Andere folgten aus eigenen Mitteln, und so bestand das Gebiet um die Road No. 3 um 1960 zu großen Teilen aus Obstgärten. 1966 besaßen 80 Eigentümer etwa 1500 Acre (6 km²) Land, von dem 3,6 km² mit Zitrusfrüchten, der Rest mit anderen subtropischen Früchten Tamarillos und „Feijoas“ (Brasilianische Guave) bepflanzt waren. 1934 kaufte Jim MacLoughlin ein 28.000 m² großes Stück Land an der Road No.3, auf dem Zitronen und Passionsfrüchte angebaut wurden. Sein Nachbar Vic Bayliss hatte zwei Pflanzen einer Pflanze namens „Chinese Gooseberry“ (Actinidia deliciosa) und verkaufte die Frucht für £5. Dies veranlasste Jim, 1937 einen halben Acre (etwa 2000 m²) mit dieser Frucht zu bepflanzen. Während des Zweiten Weltkrieges kamen in Neuseeland stationierte US-Soldaten mit der Frucht in Berührung, so dass wegen der steigenden Nachfrage weitere Pflanzungen angelegt wurden. 1952 erfolgten erste Exporte, 1959 wurde der Name „Kiwifruit“ eingeführt. Seitdem wurden zahlreiche weitere Plantagen angelegt, die grüne Sorte Hayward ist dabei die beliebteste. 1998 wurde die der Art Actinidia chinensis zugehörige gelbe Sorte “Zespri Gold” am Markt eingeführt, und neue Sorten, einschließlich schälbarer und kleiner, beerenartiger Sorten wurden eingeführt.

### Vulkanausbruch des Mount Tarawera
Am 10. Juni 1886 wurde der Ort durch den Ausbruch des 50 km südöstlich gelegene Mount Tarawera schwer getroffen. Die Einwohner erwachten von der Eruption und den damit verbundenen Erdstößen. Viele hatten einen guten Blick auf die Eruption, so dass Bilder aus dieser Zeit überliefert sind. Asche und Schlamm bedeckten Äcker und Weiden an manchen Stellen 30 cm hoch. Die Sonne war bis ein Uhr nachmittags nicht zu sehen.
Dem Vieh drohte der Hungertod, so dass viele Farmer gezwungen waren, es freizulassen, damit es sich selbst versorgen könnte. Ein Teil des Viehs wurde aus dem betroffenen Gebiet abtransportiert, viele Tiere starben dennoch. Die Nahrung und das Wasser für die Siedler wurde knapp, so dass man Hilfe aus Tauranga dankbar annahm.
Te Puke wurde noch einmal von einer Eruption des Ruapehu im Jahre 1995 mit Asche bedeckt, jedoch nicht im gleichen Ausmaß.

## Bevölkerung
Zum Zensus des Jahres 2013 zählte die Stadt 7494 Einwohner, 5,8 % mehr als zur Volkszählung im Jahr 2006.

## Wirtschaft
Das warme, feuchte Klima und der fruchtbare Boden der Region begünstigen den Gartenbau, besonders werden Kiwis, Zitrusfrüchte und auch Avocado angebaut. Der Obstanbau ist der wichtigste Wirtschaftsfaktor der Region. Die Stadt vermarktet sich daher als „Kiwifrucht-Hauptstadt der Welt“. Auch Viehwirtschaft, insbesondere Milchviehhaltung wird betrieben.
Viele Bewohner von Te Puke wie auch Pendler aus dem Umland sind im April und Mai mit Ernte und Verpacken der Kiwifrüchte beschäftigt.

## Infrastruktur

### Straßenverkehr
Durch Te Puke führt der New Zealand State Highway 2, der die Stadt mit Tauranga auf der einen und Whakatāne auf der anderen Seite verbindet. Einige von Te Puke aus nach Süden durch die Berge führenden Landstraßen verbinden die Stadt über den Anschluss an den New Zealand State Highway 36 weiter mit Rotorua.

### Schienenverkehr
1928 eröffnete die East Coast Main Trunk Railway den Abschnitt, der durch Te Puke führt. Zwischen 1928 und 1959 fuhr hier im Personenverkehr zwischen Auckland und Taneatua der Taneatua Express. Im Februar 1959 wurde der lokomotivbespannte Zug durch 88-sitzige Triebwagen der Baureihe RM24 der neuseeländischen Eisenbahn (NZR) ersetzt, die aber nur noch bis Te Puke verkehrten. 1967 wurde der Personenverkehr aufgrund mechanischer Probleme an den Triebzügen und geringer Passagierzahlen aufgegeben. Die Strecke wird heute planmäßig ausschließlich von Güterzügen befahren.

### Sehenswürdigkeiten
Die Kiwifrucht wurde unter dem Label „Kiwi 360“ touristisch vermarktet. Dazu gehörte eine riesige Nachbildung einer aufgeschnittenen Kiwifrucht, ein Café und ein Laden. Heute wird die Vermarktung für Touristen unter dem Namen Kiwifruit Country Tours vorgenommen, wozu auch das Angebot erweitert wurde.